# 캅타드 바바
스와미 사츠치다나난다라고도 알려진 캅타드 바바는 네팔의 고산지대를 여행하며 일람, 칼린초크, 스와르가드와리, 무시코트, 찬단나트, 그리고 1940년대에는 캅타드 계곡에 일시적으로 정착하여 명상과 숭배를 했던 영적 성인이었다. 그는 계곡에서 50년 이상을 살았고, 1984년에는 핫타드 국립공원의 설립을 간과했다. 그는 힌두교 성자로 존경받는다. 국립공원 내에는 암자와 사원, 석상 등이 남아있다.